# ریو نگرو (شیلی)
ریو نگرو (به اسپانیایی: Río Negro) یک شهرستان در شیلی است که در استان اوسورنو واقع شده‌است. ریو نگرو ۱٬۲۶۵٫۷ کیلومتر مربع مساحت و ۱۴٬۷۳۲ نفر جمعیت دارد.